# Enoplognatha sattleri
Enoplognatha sattleri är en spindelart som beskrevs av Friedrich Wilhelm Bösenberg 1895. Enoplognatha sattleri ingår i släktet Enoplognatha och familjen klotspindlar. Inga underarter finns listade i Catalogue of Life.